# Xà phòng hóa

Xà phòng hóa triglyceride bằng natri hydroxide.

Xà phòng hóa là quá trình thủy phân este trong môi trường kiềm, tạo thành alcohol và muối cacboxylat.
Cho một lượng chất béo rắn (ví dụ: tristearin) vào bát sứ đựng dung dịch natri hydroxide, đun sôi nhẹ hỗn hợp trong khoãng 30 phút đồng thời khuấy đều. Để nguội hỗn hợp thì chất lỏng đồng nhất. Rót thêm 10-15ml dung dịch natri chloride bão hòa vào hỗn hợp, khuấy nhẹ sau đó giữ yên hỗn hợp, thấy có lớp chất rắn màu trắng nhẹ nổi lên trên, đó là muối natri của axit béo.
(CH3[CH2]16COO)3 C3H5 + 3 NaOH ----> 3 CH3[CH2]16COONa + C3H5(OH)3
Muối natri stearat được dùng làm xà phòng nên phản ứng trên được gọi là phản ứng xà phòng hóa.